# Naxos
Naxos (griechisch Νάξος (f. sg.), auch Náxia) ist eine griechische Insel im Ägäischen Meer. Sie ist mit einer Fläche von 389,43 km² die größte Insel der Kykladen und von der Insel Paros nur durch eine schmale Meerenge getrennt. Naxos hat im Osten steile Ufer, nach Westen hin ebeneres Land und wird von Norden nach Süden von einem im Berg Zas (Zeus, auch: Oxia) bis zu 1000 m ansteigenden Granitgebirge durchzogen.
Nach der letzten Volkszählung im Jahre 2011 weist die Insel 17.930 Einwohner aus (bei tatsächlich nach Jahreszeit stark schwankender Zahl der Ansässigen). Der Hauptort und -hafen heißt Naxos und wird, wie die Hauptorte auf fast allen Inseln, Chora (griechisch Χώρα) genannt. Die Stadt ist zentraler Hafenort der Insel (für Fährdienste, Fischerei und Sportschifffahrt) und Sitz des griechisch-orthodoxen Bischofs des Bistums Naxos-Paros.

## Geologie, Klima, Geographie
Im Nordwesten von Naxos liegt Migmatit; Marmor befindet sich im Süden und Osten der Insel. Dazwischen liegen Glimmerschiefer sowie Gneise und im Westen finden sich Granodiorite und Konglomerate ein. Marmor ist das am meisten abgebaute Gestein, das heute vornehmlich bei Kinidaros gebrochen wird. Antike Marmorbrüche gibt es beispielsweise bei Apollonas und Melanes und Schmirgel wird im Gebiet von Aperathos und Koronos abgebaut.
Auf Naxos herrscht ein maritimes, mildes Klima. In den drei Wintermonaten (Dezember bis Februar) ist mit starkem Regenfall zu rechnen. Monatliche Niederschlagssummen von 350 mm und mehr sind durchaus normal, dies bei rund 20 Regentagen pro Monat. Die mittleren Lufttemperaturen liegen zwischen 14 und 16 °C. Die mittleren Sommertemperaturen schwanken zwischen 24 und 28 °C, wobei die Monate Juli und August in der Regel niederschlagsfrei sind. Die starken Niederschläge im Herbst und Winter können dabei zu starker Bodenerosion führen, oft begünstigt durch zu geringe Bodenschutzmaßnahmen in der Landwirtschaft.

## Geschichte

### Mythologie und Vorgeschichte
Die vorgeschichtlichen Bewohner der Insel sollen laut Thukydides und Herodot Karer gewesen sein, die vom kretischen König Minos, nach einer anderen Version von Ioniern und Dorern nach Kleinasien vertrieben wurden. Der Sage nach soll Theseus nach seinem Sieg über den Minotaurus auf dem Rückweg von Kreta nach Athen hier die kretische Königstochter Ariadne zurückgelassen haben, deren kultische Verehrung als Vegetationsgöttin für das antike Naxos bezeugt ist.

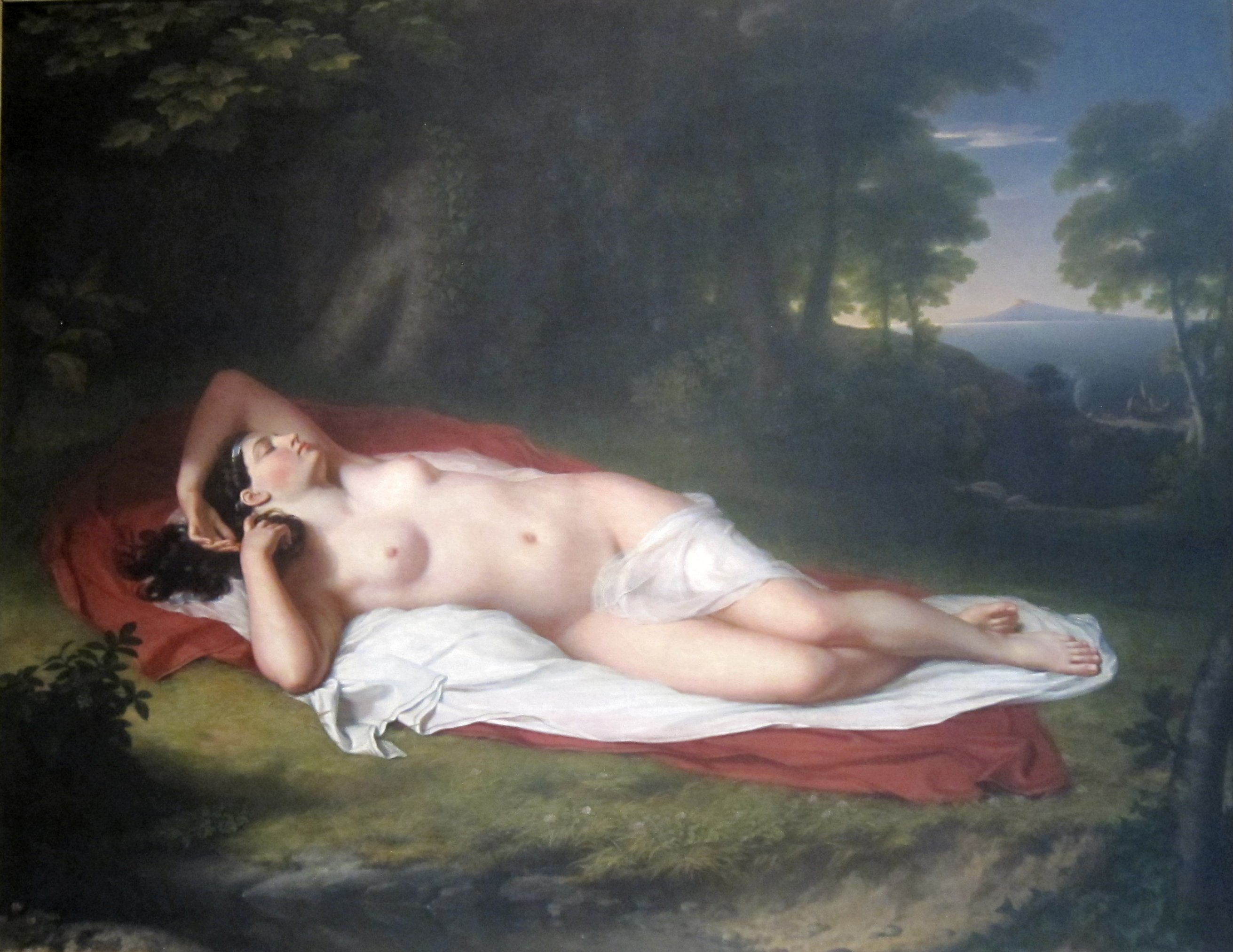
Die schlafende Ariadne auf Naxos

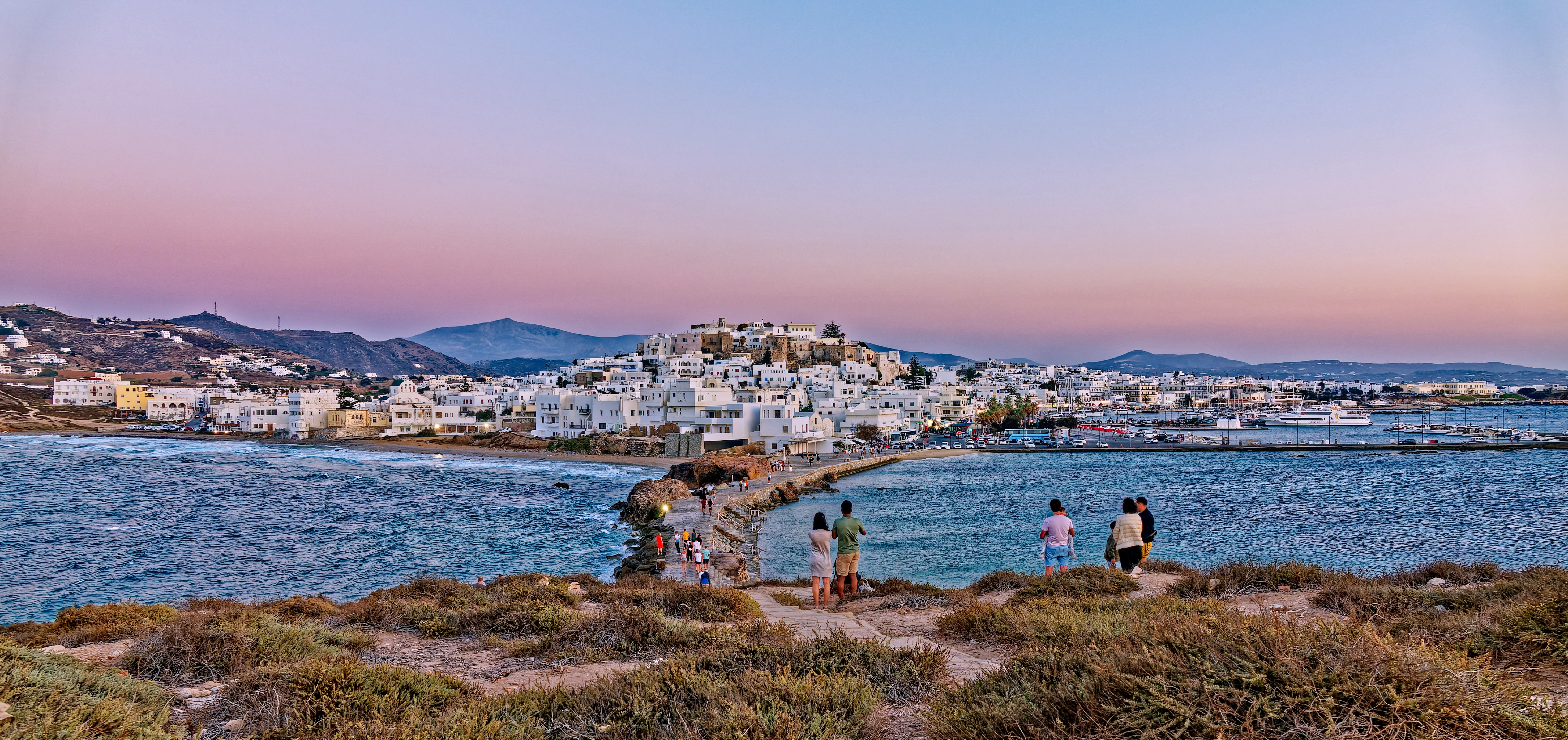
Abendstimmung in Naxos-Stadt

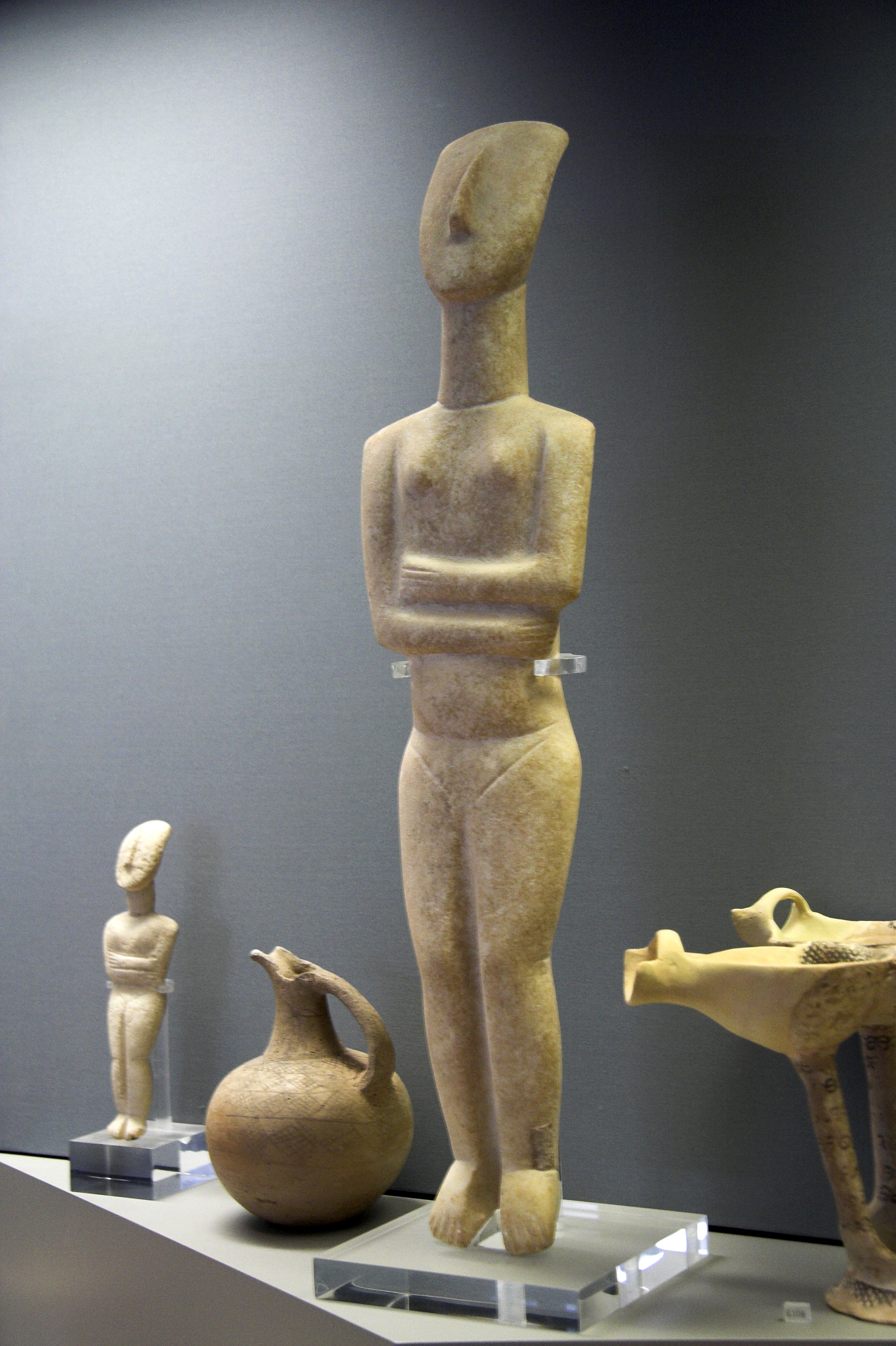
Artefakte der Kykladenkultur vom Grabungsort Spedos auf Naxos

Archäologische Forschungen ergaben, dass Naxos bereits während der späten Jungsteinzeit und der bronzezeitlichen Kykladenkultur besiedelt war. Fundorte auf der Insel waren namensgebend für die Grotta-Pelos-Kultur, deren Anfänge noch im Spätneolithikum liegen (ca. Mitte 4. Jahrtausend v. Chr.) und die sich bis ins Frühkykladikum fortsetzte (bis etwa 2650 v. Chr.).

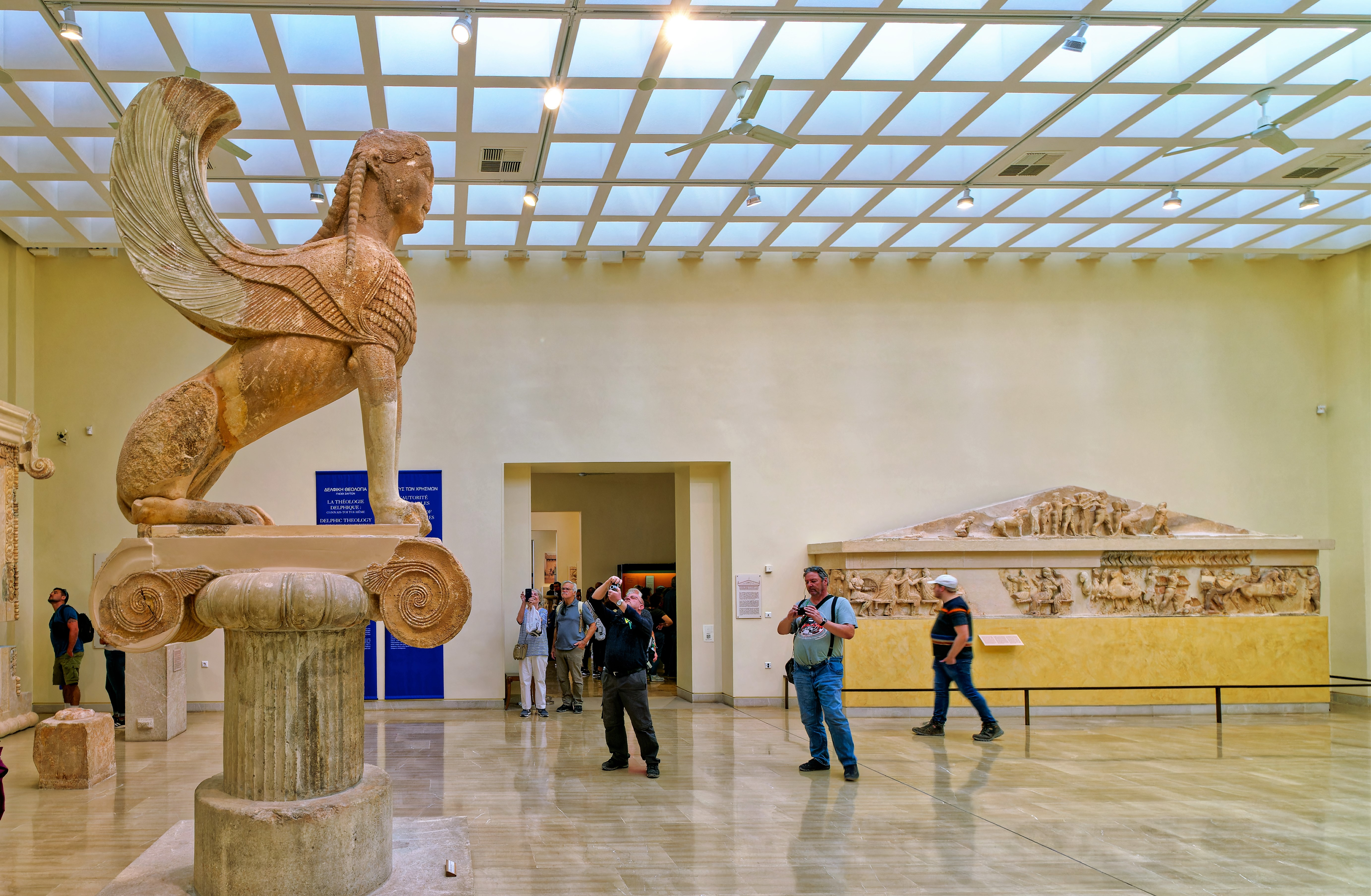
Die Sphinx von Naxos im Archäologischen Museum Delphie

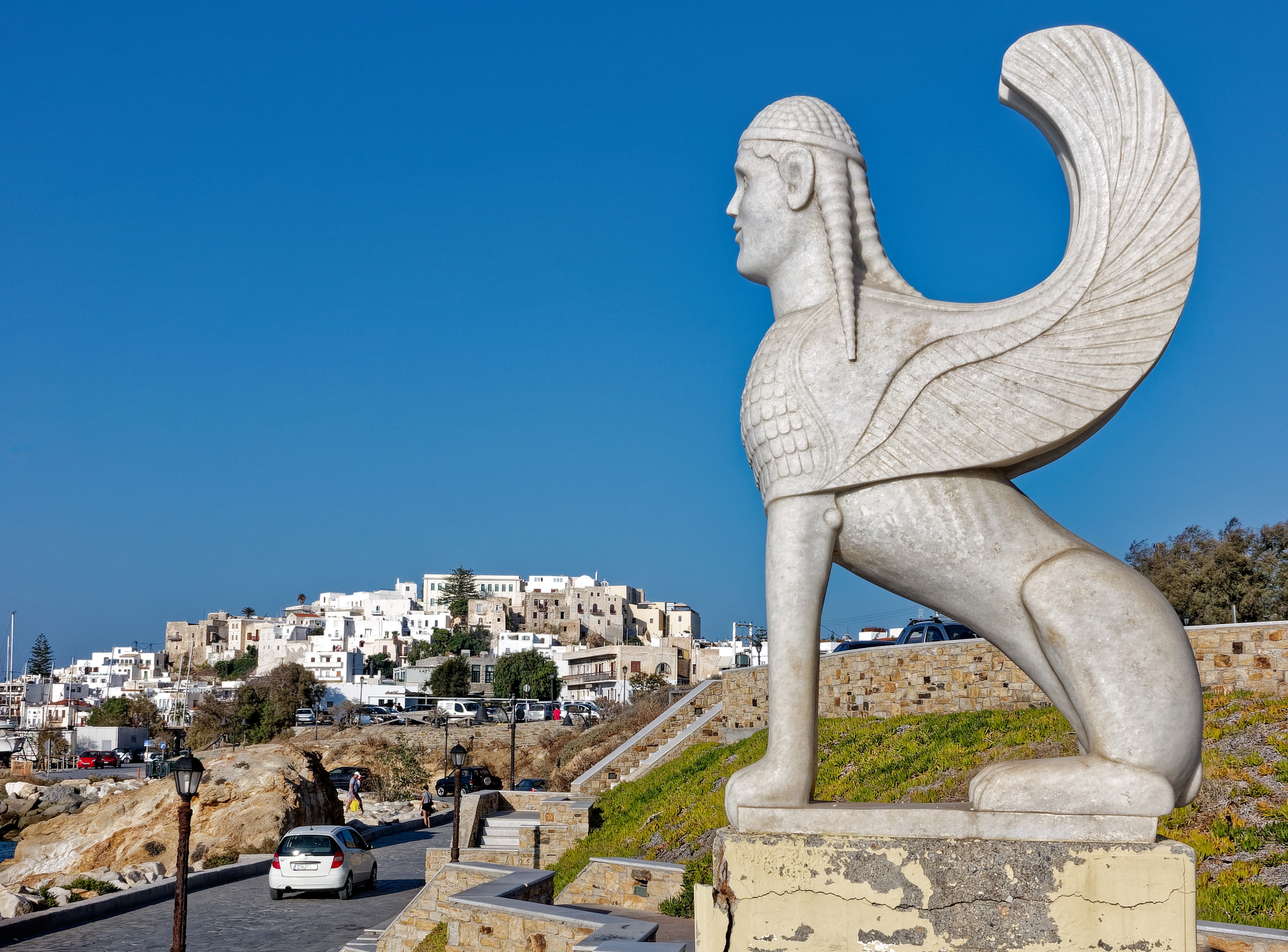
Nachbildung der Sphinx am Stadtrand von Naxos

### Antike
Die im gesamten historischen Verlauf als einheitlicher Staat regierte Insel  erlebte ihre Blüte schon in spätgeometrischer und früharchaischen Zeit: Naxier gründeten 735 v. Chr. die erste griechische Kolonie auf Sizilien (Naxos, heute: Giardini-Naxos). Für die archaische Zeit ist die Verehrung von Dionysos als zentralem Gott bezeugt, auch Kultstätten für Zeus, Apollon und Demeter sind belegt. In den dreißiger Jahren des 6. Jahrhunderts v. Chr. geriet der nun unterlegene Kleinstaat Naxos erstmals in den festländischen Konflikt zwischen Athen und Sparta, als Peisistratos von Athen Lygdamis, den Führer der oligarchischen Partei auf Naxos, gewaltsam als Tyrannen über die Insel einsetzte. Eine spartanische Expedition beendete 524 v. Chr. seine Herrschaft. Der Bau eines monumentalen Dionysos-Tempels auf einer Insel vor dem Haupthafen wurde aufgegeben. Endgültig verlor Naxos seine Bedeutung nach der Eroberung und Zerstörung durch die Perser 490 v. Chr.
Nachdem die naxischen Schiffe in der Schlacht von Salamis zu den Griechen übergegangen waren und die Freiheit von der persischen Oberherrschaft mit erstritten hatten, wurde die Insel Mitglied des Attischen Seebundes, fiel jedoch 467 v. Chr. ab, verlor nach der erzwungenen Unterwerfung unter Athen endgültig ihre Autonomie und teilte das Schicksal der Inseln unter der Herrschaft Philipps II. von Makedonien, seines Sohnes Alexander, der Diadochen und Römer.
Die geistig-kulturelle Rolle Naxos’ in der griechischen Antike ist wenig bedeutend. Erwähnenswert sind die naxischen Bildhauerschulen des 7. und 6. Jahrhunderts v. Chr.

### Mittelalter
siehe auch: Herzogtum Archipelagos

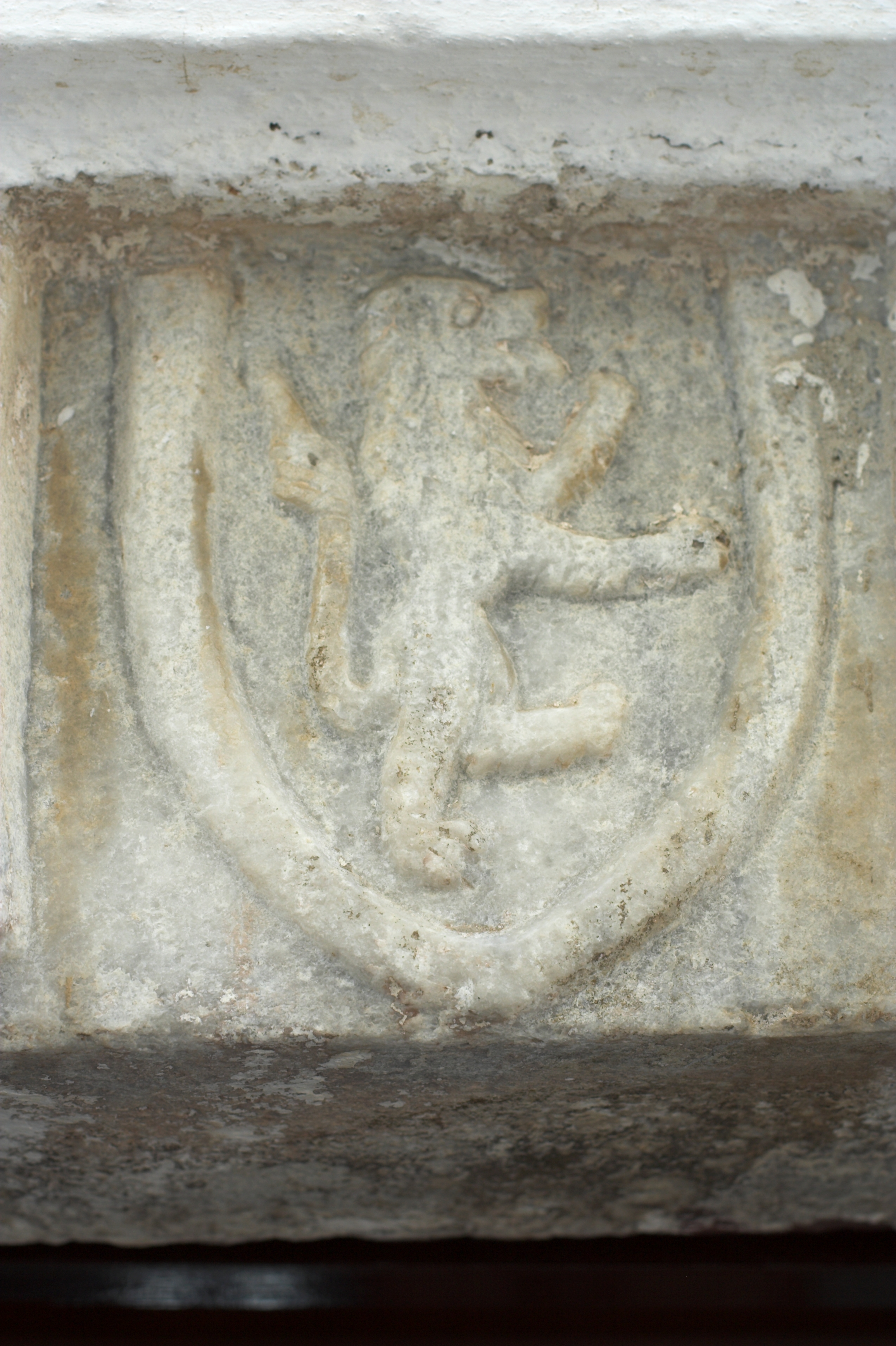
Der Markuslöwe

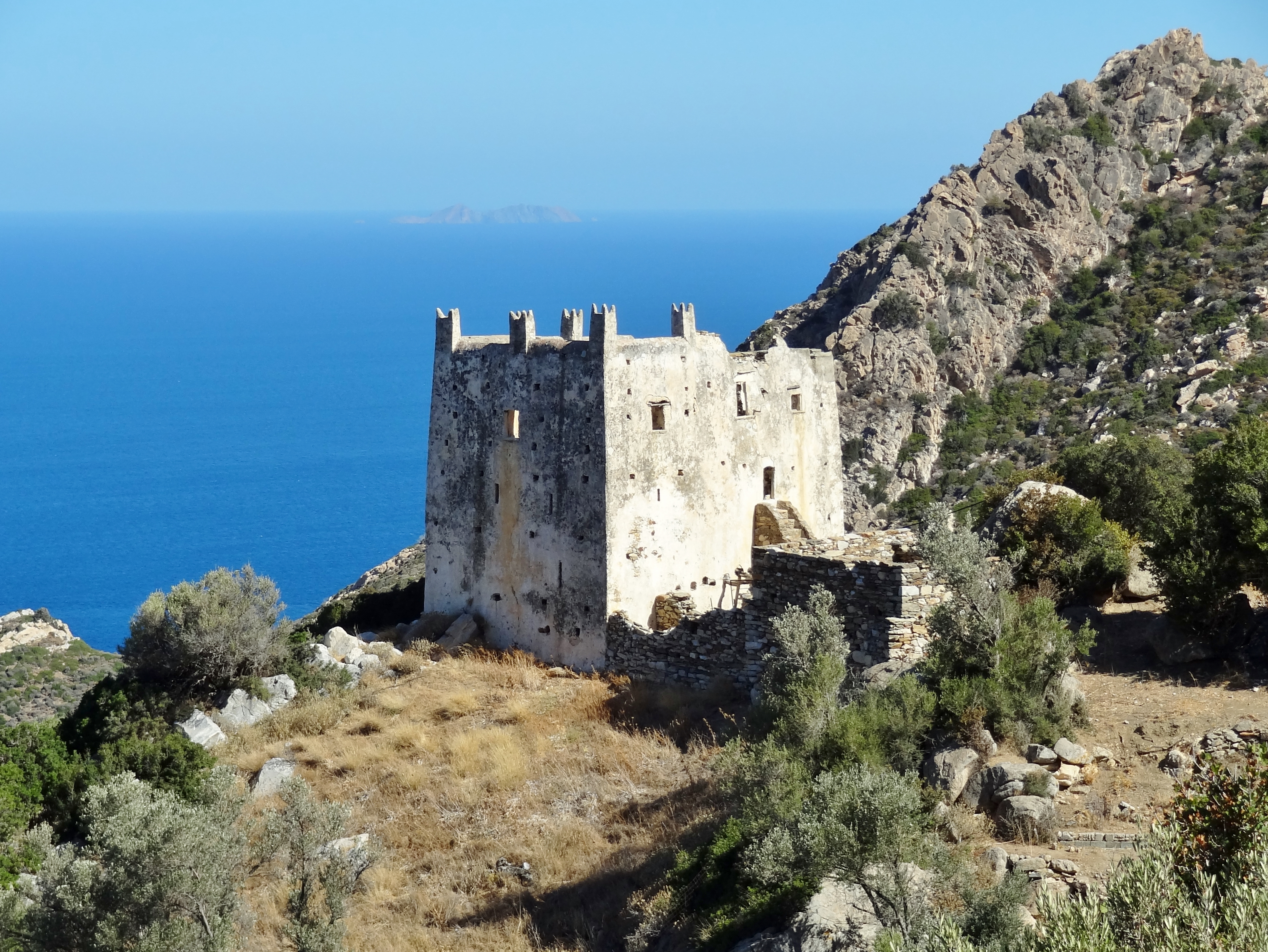
Venezianischer Wohnturm Pyrgos Agias im Norden der Insel

Seit 395 gehörte Naxos zum Oströmischen Reich. Im Mittelalter erhielt die Insel den Namen Naxia. Nachdem die Kreuzfahrer 1204 Konstantinopel erobert hatten und das Byzantinische Reich zerfiel, geriet auch Naxos unter die Herrschaft der Lateiner. Der Venezianer Marco Sanudo eroberte die Insel 1207 und erhielt sie und die übrigen Inseln der Kykladen vom lateinischen Titularkaiser Ostroms Heinrich von Hainault 1210 als erbliches Lehensherzogtum zugesprochen. Der Eroberer wurde zum Herzog des Archipelagos erhoben, Naxos wurde Sitz des Herzogtums.
Sanudo verteilte das eroberte Land unter die Offiziere seiner Flotte, die auf ca. 50 Lehen befestigte Wohnsitze errichteten und für Jahrhunderte eine Feudalherrschaft westeuropäischen Charakters in der Ägäis begründeten. Über den antiken Resten auf dem Stadthügel von Naxos wurde eine zwölftürmige Burganlage erbaut, die den Herzogspalast und die Stadthäuser der Lehnsmänner umschloss. Inmitten der Burg entstand ein Bischofssitz der römisch-katholischen Kirche (Erzbistum Naxos, Andros, Tinos und Mykonos), der noch heute ein Teil der Inselbevölkerung (wie vor allem auch auf Syros und Tinos) anhängt.
Als das Haus Sanudo 1362 im Mannesstamm erlosch, erhielt der Gemahl der Tochter des letzten Herzogs, Giovanni dalle Carceri, Herr von Negroponte (d. i. Euböa) das Herzogtum Naxos übertragen. Als letzte lateinische Herzöge herrschten von 1383 bis 1564 die Crispi.

### Neuzeit

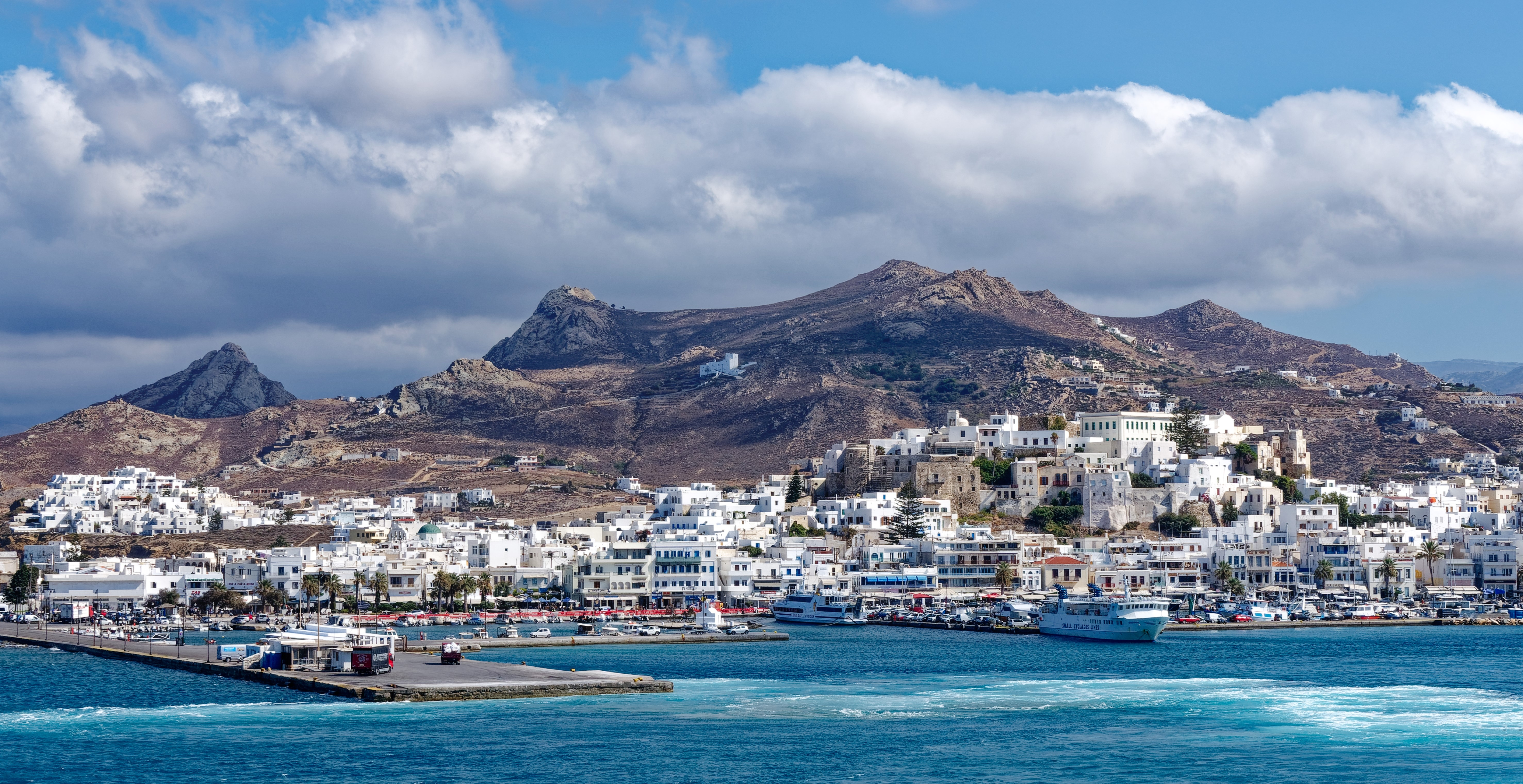
Blick von einer Fähre auf Naxos-Stadt

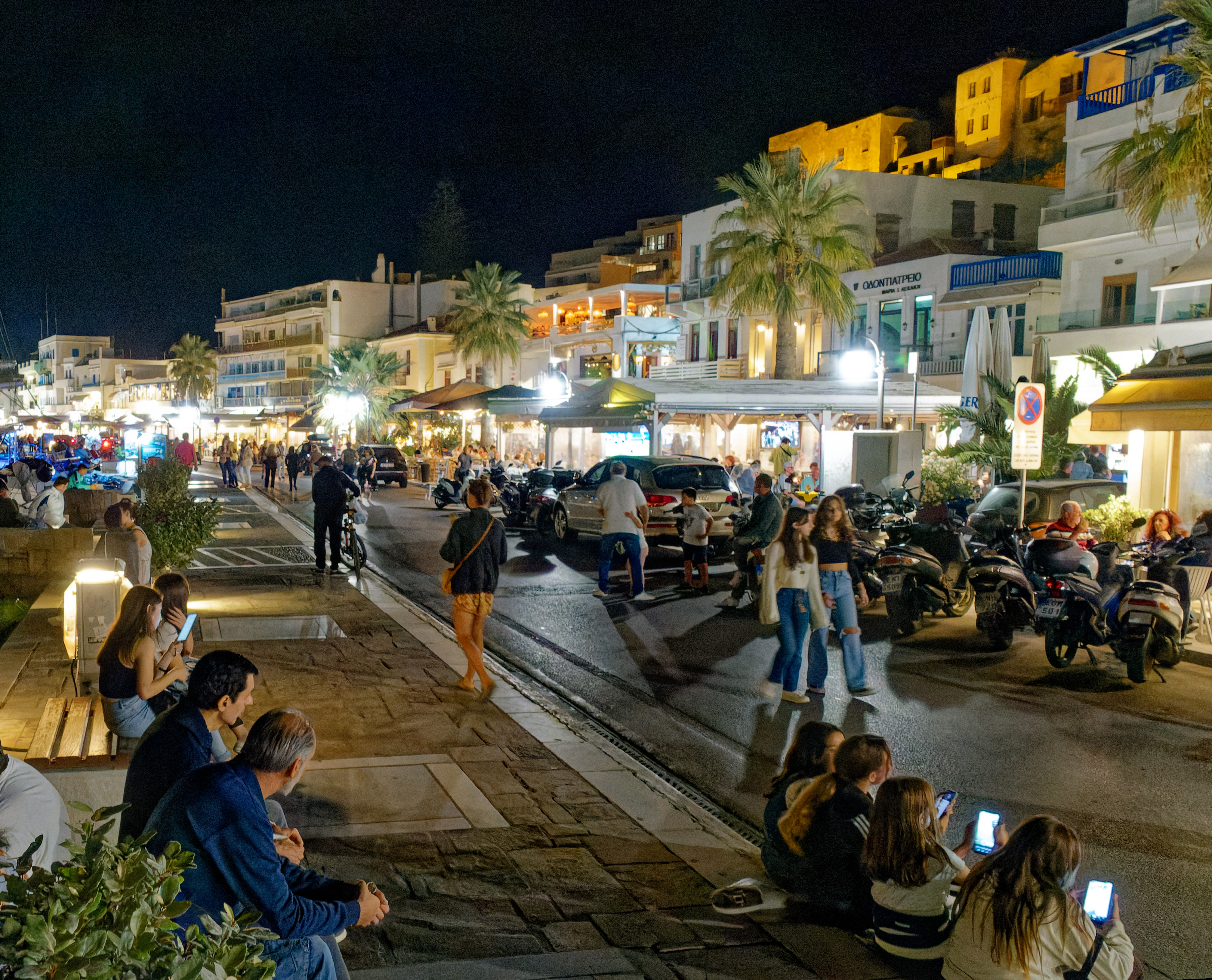
Tavernen im Hafen von Naxos-Stadt

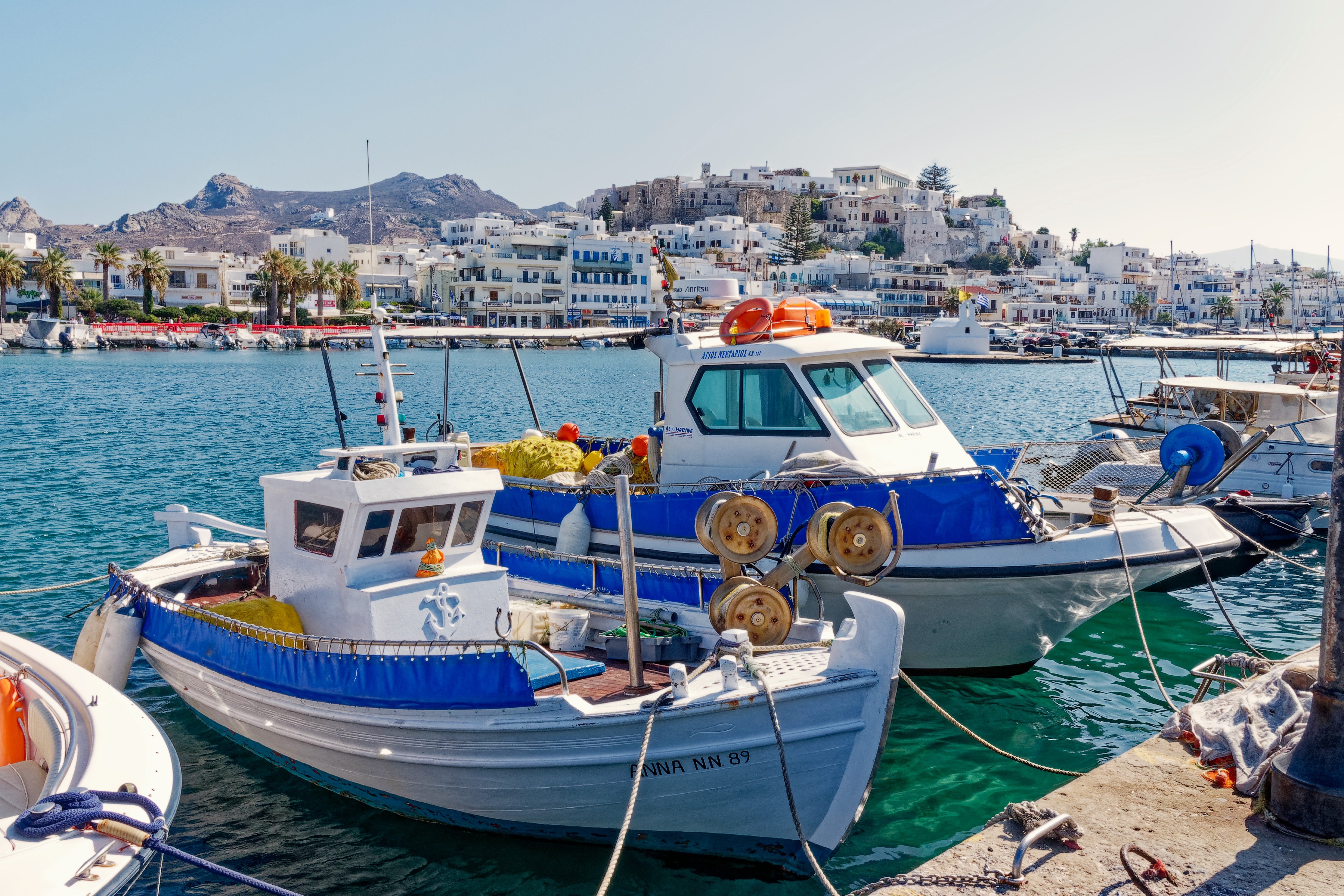
Hafen des Hauptortes Naxos

Schon 1537 kam die Insel nach der Eroberung durch die Flotte Chaireddin Barbarossas unter osmanische Herrschaft. Als ersten Nachfolger der venezianischen Herzöge übertrug Sultan Selim II. der Trunkenbold 1566 dem Marranen Iussuf Nasi die Herrschaft über Naxos. Unter Nasi, der die Insel bis zu seinem Tod 1579 nie betrat, wie nachfolgend bis zum griechischen Freiheitskampf ab 1821 stand die Insel unter wechselnder Verwaltung von Tributären der Hohen Pforte, die der italienischen und französischen Aristokratie und dem städtischen Patriziat konstantinopolitanischer Griechen angehörten.
Im Griechischen Freiheitskrieg ab 1821 fanden keine Kämpfe auf der Insel statt, doch Naxos erlebte einen Zustrom von Flüchtlingen aus den Kampfgebieten des Festlands und der Inseln. Mit Beginn der Regentschaft von Ioannis Kapodistrias (1827) wurde Naxos Teil des zunächst autonomen, ab 1829 selbständigen Griechenlands und teilte dessen Schicksal. Im Zweiten Weltkrieg war Naxos ab 1941 bis zum Sturz Mussolinis 1943 von bis zu 2.000 italienischen Soldaten besetzt, ab Oktober 1943 von nurmehr 70 Deutschen, die in der Vorbereitung ihres Abzugs nach dreitägigem Kampf im Oktober 1944 gefangen genommen wurden.

## Verwaltungsgliederung
Nach der Staatsgründung Griechenlands war die Insel Naxos zwischen 1834 und 1912 in zwei Distrikte untergliedert. Die Gemeinden Naxos und Vivlos mit dem Hauptort Naxos bildeten den einen Distrikt. Der zweite Distrikt bestand aus den Gemeinden Apiranthos, Koronis und Tragea mit dem Hauptort Tragea. Nachdem 1912 durch Gebietsteilungen weitere 10 Gemeinden entstanden, erhöhte sich bis 1951 durch kleinere Gebietskorrekturen die Anzahl von 15 auf 21 Landgemeinden, die Stadt Naxos erhielt den Status einer Stadtgemeinde. Durch die Umsetzung der Gebietsreform nach dem Kapodistrias-Programm im Jahr 1997 wurde die Insel Naxos in die beiden Gemeinden Naxos und Drymalia mit insgesamt 22 Gemeindebezirken untergliedert. Im Zuge der griechischen Verwaltungsreform 2010 wurden sie mit den ehemaligen Inselgemeinden der Kleinen Kykladen zur Gemeinde Naxos und Kleine Kykladen zusammengeführt und erhielten den Status von Gemeindebezirken. Der flächengrößte Gemeindebezirk Drymalia ist in einen Stadtbezirk und zehn Ortsgemeinschaften, der einwohnerstärkste Gemeindebezirk Naxos ist in zwei Stadtbezirke und neun Ortsgemeinschaften untergliedert.
| Gemeindebezirk | griechischer Name          | Code   | Fläche (km²) | Einwohner 2001 | Einwohner 2011 | Stadtbezirke / Ortsgemeinschaften (Δημοτική / Τοπική Κοινότητα)                                         | Lage |
| -------------- | -------------------------- | ------ | ------------ | -------------- | -------------- | --- | ---- |
| Naxos          | Δημοτική Ενότητα Νάξου     | 670201 | 126,957      | 12.089         | 12.726         | Naxos, Agios Arsenios, Vivlos, Galanado, Galini, Glinado, Engares, Kinidaros, Melanes, Potamias, Sangri |      |
| Drymalia       | Δημοτική Ενότητα Δρυμαλίας | 670203 | 302,828      | 6.099          | 5.204          | Aperathos, Filoti, Damarionas, Danakos, Keramoti, Koronis, Koronos, Mesi, Moni, Skado, Chalki           |      |
| Gesamt         | Gesamt                     | 6702   | 429,785      | 18.188         | 17.930         | |      |

## Wirtschaft

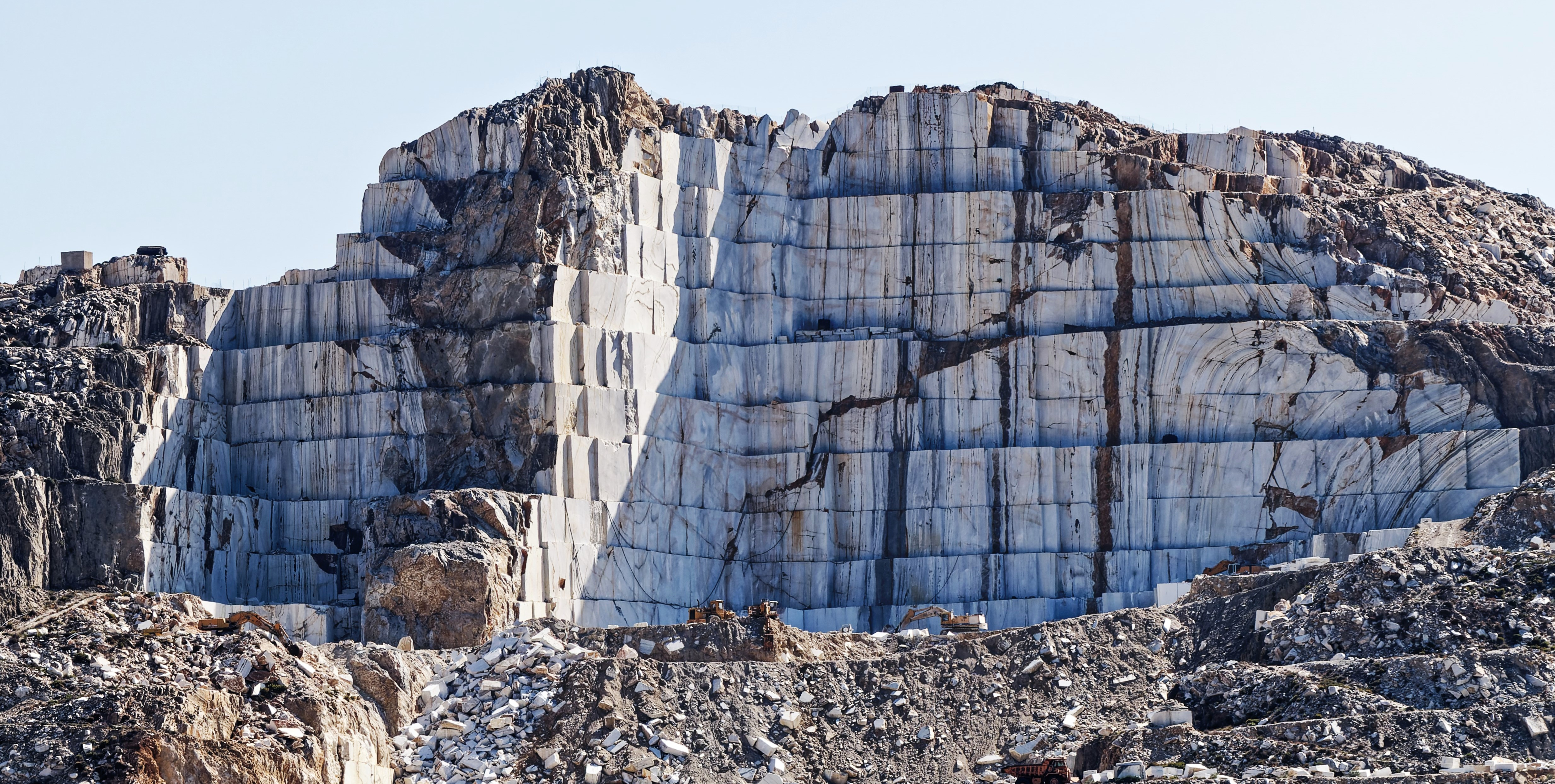
Stufenfömiger Abbau im Marmorsteinbruch auf Naxos bei Kinidaros

Die Insel ist gut bewässert und vor allem in den niederen Teilen nahe der Nordwestküste und in einem Zentralbecken im Inland, aber auch in Terrassengärten zahlreicher Bergdörfer sehr fruchtbar. Die landwirtschaftliche Tätigkeit ist auf Obst- und Gemüsebau, Wein, Öl- und Olivengewinnung, Getreideanbau (vor allem Gerste als Viehfutter), Viehzucht und Milchprodukte (Käse, Joghurt) konzentriert.
Industriell abgebaut wird Naxos-Marmor; der Abbau von Schmirgel, bis zur Mitte des 20. Jahrhunderts der bedeutendste Wirtschaftszweig der Insel, wurde eingestellt. Bereits seit der Antike wurde im Untertagebau in kleinen Stollen Schmirgel gewonnen. Er fand und findet als Schleifmittel Verwendung. Die Firma Naxos-Union in Frankfurt hatte seit 1871 jahrzehntelang das Alleinverkaufsrecht für Naxosschmirgel auf dem europäischen Festland. In der Folge stellte Naxos-Union nicht nur Schleifmittel her, sondern entwickelte und produzierte seit 1880 erste Steinschleifmaschinen. Mit der Einführung von Elektrokorund und Siliziumcarbid als Ersatzstoffe büßte der Naturschmirgel seit Anfang des 20. Jahrhunderts seine Bedeutung für die Schleifkörperherstellung ein.
Seit den 1980er Jahren gewinnt der Tourismus zentrale Bedeutung für die naxische Wirtschaft. Allein das bebaute Stadtgebiet hat sich seither annähernd verdoppelt, und in den küstennahen Gebieten sind zahlreiche Ferienhäuser von Griechen und Ausländern gebaut worden. Der noch bis vor wenigen Jahren einzigartige Strandabschnitt Agia Anna – Plaka mit seinen Dünen wird inzwischen touristisch stark genutzt, es gibt kaum mehr einen Platz an diesem Strand, der nicht von einem Hotel mit gebührenpflichtigen Liegestühlen und Sonnenschirmen belegt ist. Einzig von weiträumiger Überbauung durch große Hotelkomplexe ist die Insel bislang freigeblieben, trotz kilometerlanger Strände vor teilweise kleinteiliger Dünenlandschaft vor allem entlang der Westküste. Massenhafter Zustrom wird durch den Mangel an einem internationalen Flughafen verhindert, allerdings wird von Teilen der insularen Touristikwirtschaft seit längerem der Ausbau des nur dem binnenländischen Verkehr dienenden Flughafens gefordert. Für die Nutzung als Massenziel mag auch das lokale Klima hindernd sein, das von Starkwinden und eher kühlen Temperaturen an 240 Tagen im Jahr, nicht zuletzt in den Sommermonaten, gekennzeichnet ist. Außerdem wird der Zugang zum Meer mancherorts durch zerklüftete, algenüberwachsene Steinplatten stark behindert.
Die Sicherung des gegen das Meer offenen Fährhafens, neben Paros zentraler Verteiler der östlichen Kykladen, ist ein Ziel, dem die natürliche Beschaffenheit der Hafenbucht entgegensteht.

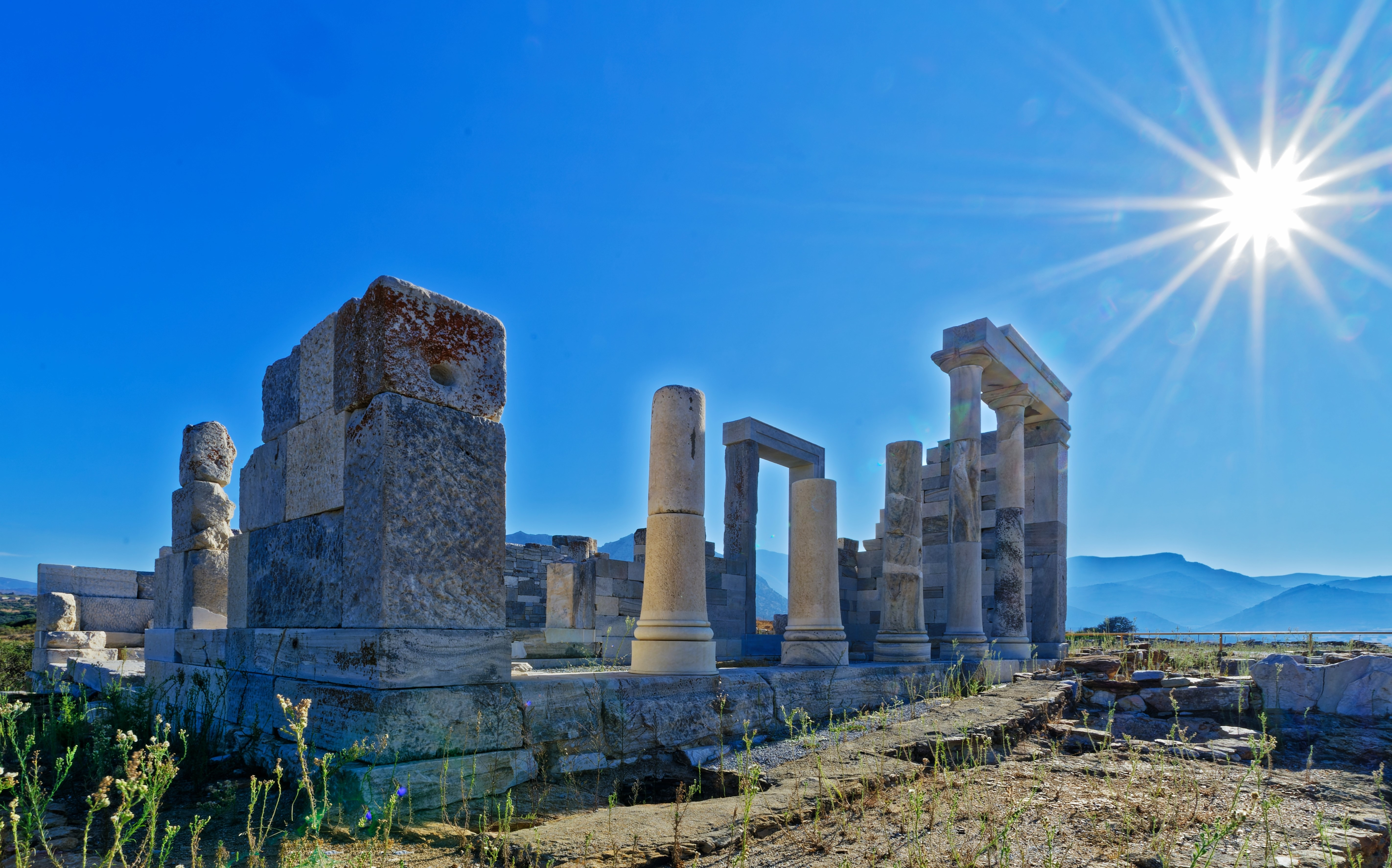
Der Demeter-Tempel von Sangri

## Sehenswürdigkeiten
- Burgstadt (Kastro)

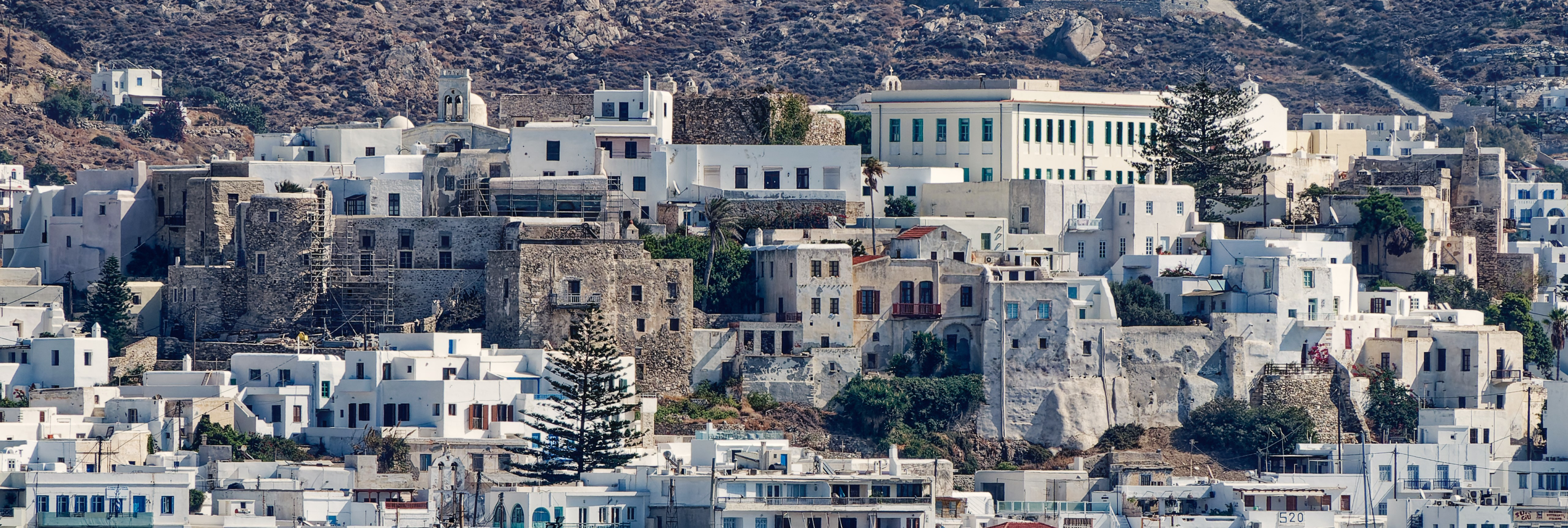
Kastro über der Altstadt

Die Inselhauptstadt wird überragt von der durch die Venezianer über dem 30 m hohen Stadthügel erbauten Burganlage. Von ehemals 12 Wehrtürmen steht als einziger der Glezos-Turm aufrecht. Das benachbarte Trani-Tor, einer von einst drei Zugängen zur Burg, ist fast unversehrt erhalten. Im Inneren der Burgstadt sind die Wohnsitze der katholischen Aristokratie vorhanden, eines der Häuser ist als Museum Venezianischer Wohnkultur geöffnet. Gegenüber der katholischen Bischofskirche findet sich am Zentralplatz das Archäologische Museum mit Funden von der Insel.
- Bürgerstadt

Den Burgberg umringt bis auf Meereshöhe hinab die in ihrer mittelalterlich engen Gassenstruktur vor allem in den Stadtvierteln Boúrgos und Agorá fast unveränderte Bürgerstadt. Unter der orthodoxen Bischofskirche im Viertel Grótta sind im Grotta-Museum Ausgrabungen von Gebäuderesten aus der frühen Siedlungszeit um 1600 v. Chr. zu besichtigen.
- Portara

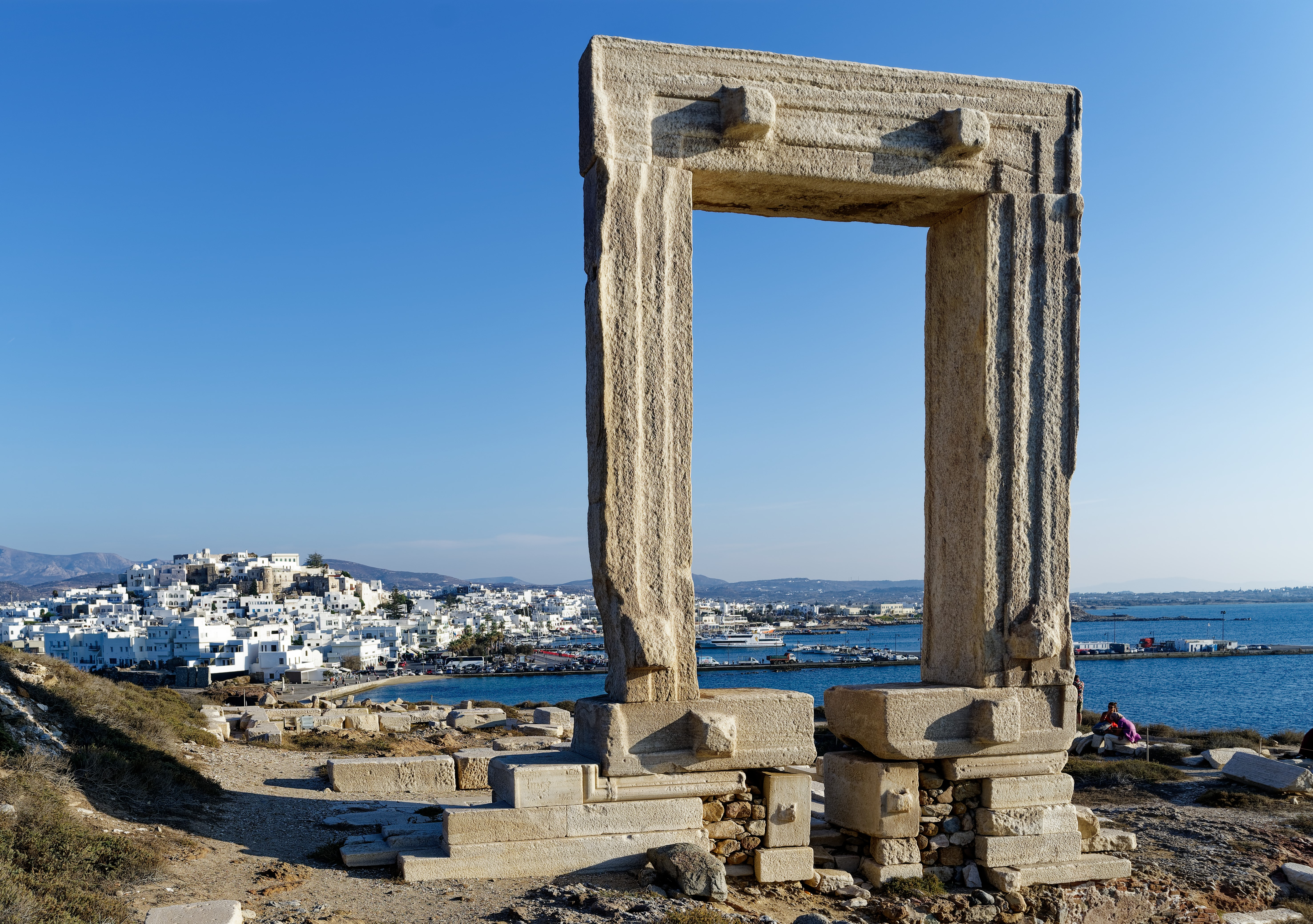
Portara

Auf der dem Hafen vorgelagerten einstigen Insel Palátia steht als einziges Relikt des unvollendeten Apollon-Tempels des Lygdamis das mächtige Tor des Opisthodoms aus dem späten 6. Jahrhundert v. Chr., die Portara. Das marmorne Tempelportal misst 5,95 m in der Höhe und 3,65 m in der Breite.
- Wohntürme

Über die gesamte Insel, strategisch verteilt, finden sich zahlreiche burgartige venezianische Gebäude (Pyrgoi, Singular Pyrgos = Turm) des späten Mittelalters, erbaut gleichermaßen als Landsitze des Adels innerhalb je zugeteilter Lehen und als Festungen gegen Angriffe auf die Insel.
- Kouroi

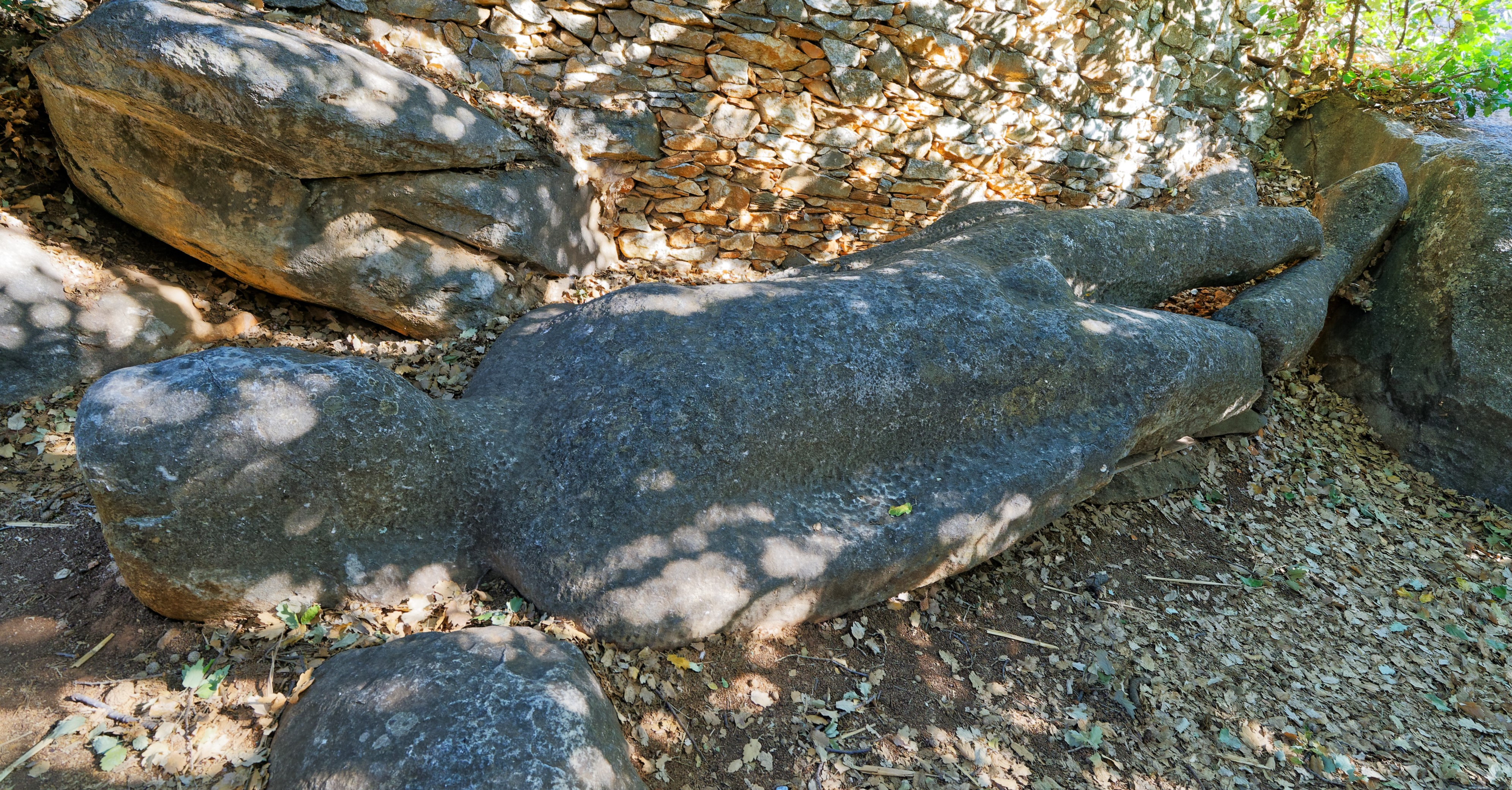
Kouros von Flerio bei Melanes

Drei antike, aus dem rohen Stein gehauene, unvollendete monolithische Kolossalstatuen sogenannte Jünglinge (Kouroi) liegen noch heute in Steinbrüchen aus der archaischen Zeit. Die Statuen stammen aus dem 7. oder 6. Jahrhundert v. Chr. und waren zur Aufstellung in Heiligtümern bestimmt. Wahrscheinlich stellen sie die Götter Apollon oder Dionysos dar. Der in einem dörflichen Garten liegende Kouros von Flerio bei Melanes erreicht eine Größe von 5,5 m und ein zweiter befindet sich in einem Steinbruch in der Nähe des Ortes. Der Kouros von Apollonas, auch Apollon genannte, der offen in geringer Höhe über dem Dorf Apollonas lagert, misst 10,7 m. Warum die Kouroi nicht vollendet wurden, ist nicht überliefert. Die Forschung geht davon aus, dass dieser Kouros für einen Transport zu schwer war. Die These, dass Auftraggeber ihre Zahlungen einstellten oder dass die Arbeiten abgebrochen wurden, weil sich die Marmorblöcke bei der Bearbeitung als fehlerhaft erwiesen oder wegen mangelnder Sorgfalt bei der Bearbeitung zerbrachen, sind nicht belegt. Beide Kouroi von Flerio sind beim Transport an ihrer schwächsten Stelle, beim Übergang der Beine zu den Füßen, abgebrochen. Bei einem Kouros wurden die abgebrochenen steinernen Füße gefunden.
- Byzantinische Kirchen

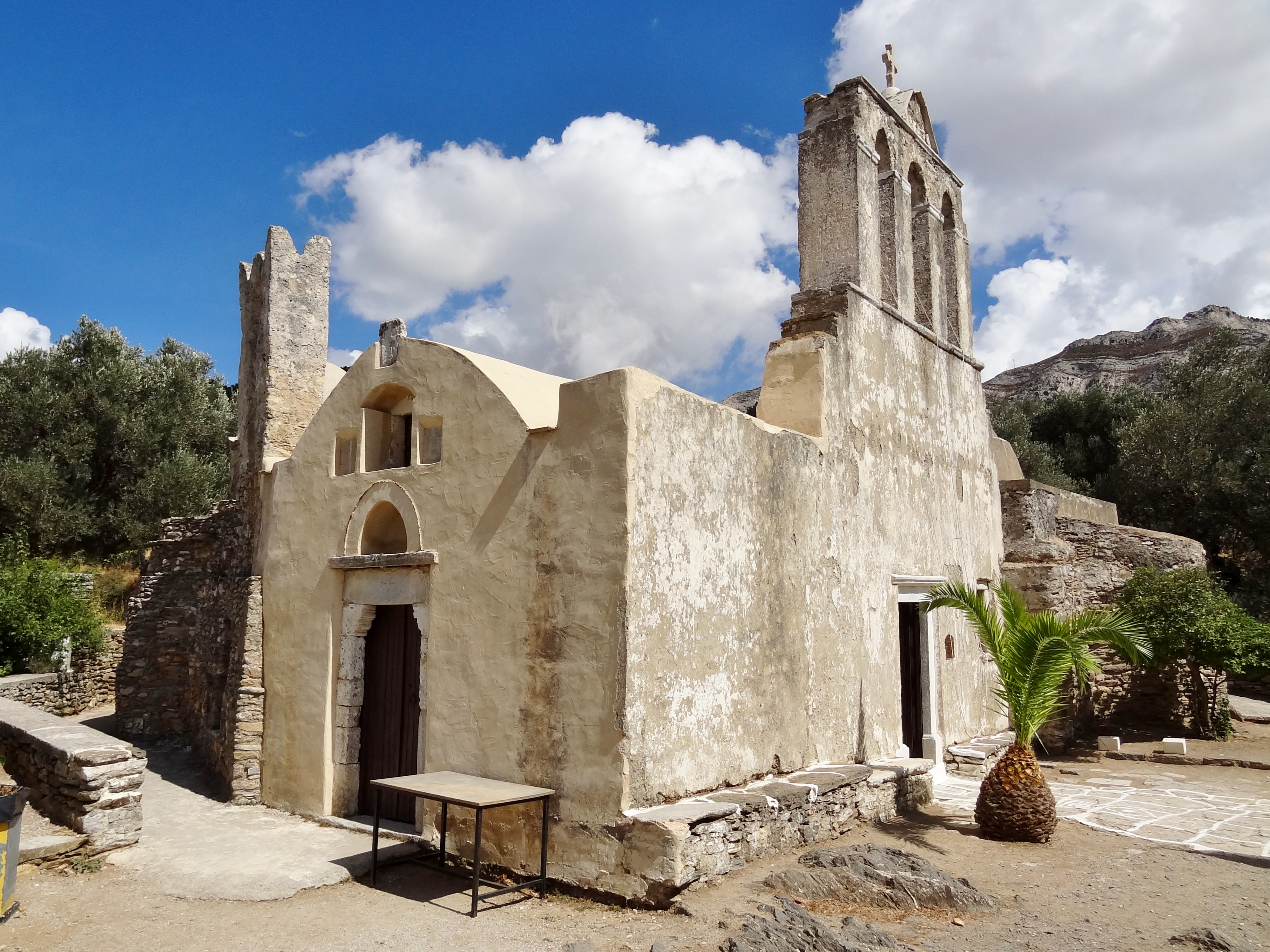
Panagia Drosiani

Auf Naxos gibt es mehr als 150 frühchristliche und byzantinische Kirchen. Etwa die Hälfte von ihnen weist Fresken bzw. Freskenreste auf, weshalb Naxos manchmal auch als „byzantinische Pinakothek der Ägäis“ bezeichnet wird. Das einmalige Ensemble deckt alle Epochen vom 6. bis zum 13. Jahrhundert ab. Die Darstellungen in der Panagia Drosiani bei Moni aus dem 6. Jahrhundert zählen zu den wichtigsten in ganz Griechenland. In der Kuppel ist Christus sowohl als junger als auch als älterer Mann dargestellt. Bedeutend auch die Zeugnisse aus der Zeit des Ikonoklasmus, in der Heiligenbilder durch geometrische Muster, Tier- und Pflanzenmotive ersetzt wurden. Die Kirchen sind über die ganze Insel verteilt, mit Schwerpunkten um Chalkí und Sangrí. Viele von ihnen befinden sich in einem schlechten Zustand. Einige sind auch nur noch Ruinen.
- Industriedenkmale

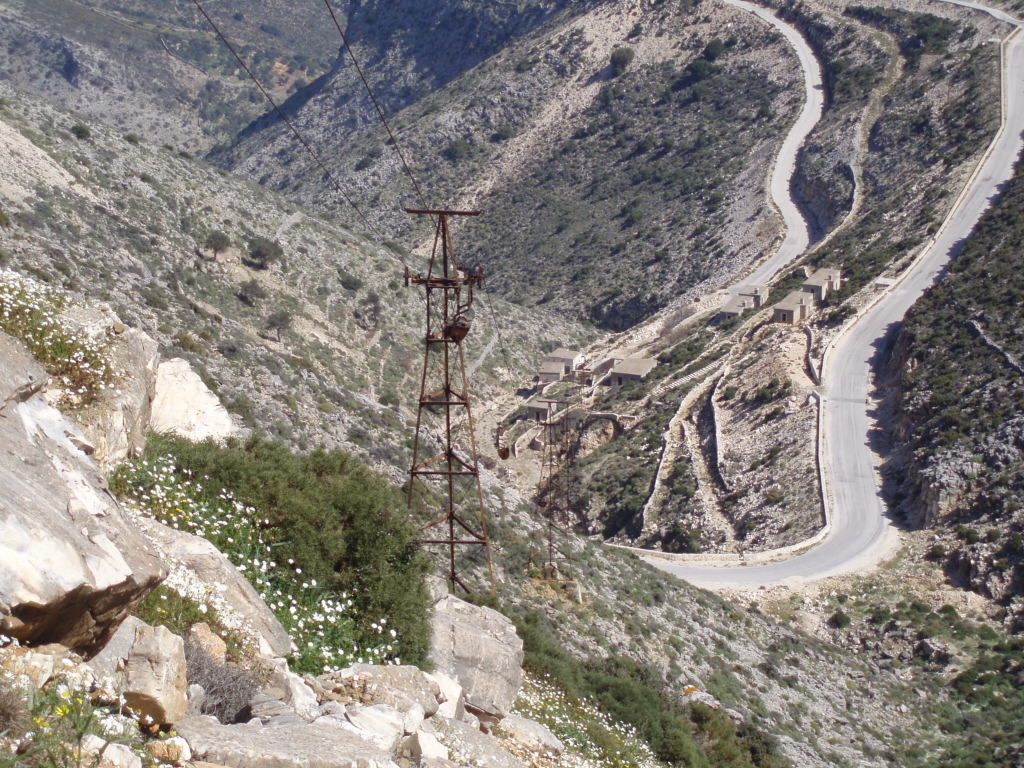
Seilbahn und Bergwerk an einem Ort des Schmirgelabbaus

Die Gebirgshöhen über der Ostküste sind von heute aufgegebenen Schmirgel-Minen durchsetzt. Von dort führen erhaltene Seilbahnstränge zum kleinen Hafen Moutsoúna hinab. Obwohl die Anlagen schon im Besatzungsjahr 1941 außer Betrieb gesetzt wurden, hängen immer noch gefüllte Behälter an den Seilen. Inzwischen besteht allerdings Einsturzgefahr. An der Straße nach Lionas wurde vor einigen Jahren der Versuch unternommen, eine Anlage mit EU-Mitteln zu einer Art Museum auszubauen. Außer einigen halbfertigen Gebäuden und neu angelegten Wegen ist von diesem Vorhaben kaum mehr etwas zu sehen, nur das in einem Felseinschnitt am Boden liegende Baustellenschild weist noch darauf hin.
- Menhir und Totenstadt Tsikalario aus geometrischer Zeit (ca. 1000–700 v. Chr.).